# Claude Dallemagne
 (mars 2016).

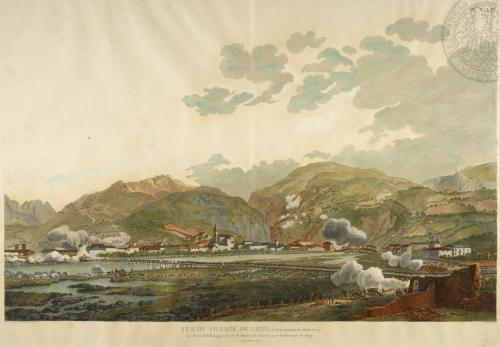
Le général Dallemagne à la tête de l'armée française, lors de la campagne d'Italie en 1796, par Claude-François Fortier.

Claude d'Allemagne, alias Dallemagne, né le 8 novembre 1754 à Peyrieu (Ain) et mort le 24 juin 1813 à Nemours (Seine-et-Marne), est un général français de la Révolution et de l’Empire, et un député au Corps législatif de l'an X à 1813.

## Famille
Né le 8 novembre 1754 à Peyrieu, il est le fils de Balthazar d'Allemagne et de Marie Lasalle.
« La famille d'Allemagne, alias Dallemagne, originaire du Bugey,,,, a une filiation suivie qui remonte à Pierre d'Allemagne, régisseur de la commanderie d'Acoyeux et propriétaire de terres sur les paroisses de Peyrieu, Brens et Saint Blaise. Son nom est mentionné dès 1540 dans les reconnaissances de la commanderie ».
Claude d'Allemagne se marie à Belley  le 19 février 1800 avec Jeanne Christine Gaudet (née le 29 juillet 1785 à Belley, morte le 31 janvier 1849 à Belley), ils auront deux enfants : Clément (né le 10 juillet 1801 et mort le 8 mai 1825 à Belley) et Claudius (née le 28 Juillet 1804 à Belley et mort le 15 avril 1867 à Belley), tige des d'Allemagne subsistants.

## Carrière
Il s'engagea, à 19 ans, dans le régiment de Hainaut, il prend part à la guerre d’indépendance américaine et gagna à la bataille de Savannah les galons de sergent.
Officier en 1790, général de brigade le 22 décembre 1793, il suit la campagne d'Italie de 1796, est blessé au passage  du Pô, décide par une charge brillante , la victoire à la bataille de Lodi, et mérite par sa conduite au siège de Mantoue, un sabre d'honneur et cette mention de Napoléon Bonaparte : « Le succès fut quelque temps incertain, mais j'étais tranquille; la brave 32e demi-brigade, commandée par Dallemagne, était là. » Il contribue encore aux victoires de Castiglione et de Roveredo, est nommé général de division en 1796, chargé en 1798 du commandement de l'armée de Rome, et après avoir installé au capitole le Sénat de la nouvelle République romaine, revient en France pour raisons de santé.  
Envoyé à l'armée du Rhin après la rupture du traité de Campo-Formio, il s'empare d’Ehrenbreitstein (Coblence), reçoit, à l'occasion de ce succès, des pistolets d'honneur, mais doit encore quitter l'armée pour cause de maladie. 
Le 6 germinal an X, le Sénat conservateur le choisit comme député de l'Ain  au Corps législatif dont il devient vice-président en 1805, puis questeur en l'an XI. Candidat au Sénat conservateur en 1806. il n'est point appelé à y siéger. L'empereur le met en mars 1809, à la tête de la 25e division militaire, puis en août suivant, à la tête de la 1re division de l'armée de Hollande, qu'il ne commande que peu de temps. Il venait de voir renouveler son mandat de député au Corps législatif le 6 janvier 1813, et d’être créé baron de l'Empire le 19 juin suivant, lorsqu'il meurt le 24 juin 1813 à Nemours où il est enterré. 
Chevalier de Saint-Louis en 1791, il reçoit en 1807 la croix de commandeur de l'ordre de la Couronne de fer et est  nommé  en l'an XII commandeur de la Légion d'honneur. 
Son nom figure sur l’arc de triomphe de l'Étoile à Paris.

### État de service
- Engagé[1] dans le régiment de Hainaut, incorporé dans la compagnie d'Escorbiac (1773) ;
- Sergent-major (16 avril 1786) ;
- Sous-lieutenant de grenadiers (15 septembre 1791) ;
- Lieutenant (19 juin 1792) ;
- Capitaine (25 septembre 1792), incorporé à la 99e demi-brigade ;
- Général de brigade (23 décembre 1793) ;
- Affecté à l'armée des Pyrénées orientales (23 décembre 1793 - 25 février 1794) ;
- Affecté à l'armée d'Italie (25 février 1794 - 12 janvier 1798) ;
- Commandant de la 32e demi-brigade (1794) ;
- Commandant de la 2e brigade de la 3e division de l'armée d'Italie (août 1794 - 5 mai 1796) ;
- Commandant du corps de l'avant-garde des grenadiers et carabiniers de l'armée d'Italie (5 mai 1796 - 2 juin 1796) ;
- Commandant d'une brigade de la 4e division de l’armée d'Italie (2 juin 1796 - 2 août 1796) ;
- Commandant d'une  brigade de la division Sauret de l'armée d'Italie (2 août 1796 - 15 août 1796) ;
- Général de division (15 août 1796) ;
- Commandant en chef de l’armée d’Italie (1796) ;
- Commandant d’une division lors du siège de Mantoue (12 février 1797 - 14 juin 1797) ;
- Commandant de la place de Bologne (12 février 1797 - 14 juin 1797) ;
- Commandant de la place d’Ancône (14 juin 1797 - 5 septembre 1797) ;
- Affecté au quartier général du général Bonaparte (15 septembre 1797 - 16 novembre 1797) ;
- Commandant de la place de Milan (16 novembre 1797 - 12 janvier 1798) ;
- Affecté à l’armée d'Angleterre (12 janvier 1798 - février 1798) ;
- Commandant une division de l’armée de Rome  (février 1798) ;
- Commandant de la 3e division de l'armée de Mayence (20 septembre 1798 - 9 janvier 1799) ;
- Commandant de la 5e division de l'armée de Mayence (9 janvier 1799 - 24 janvier 1799) ;
- Mis au traitement de réforme sur sa demande le 24 décembre 1799 (décret du 27 décembre 1802) ;
- Admis en retraite le 27 décembre 1802 ;
- Réactivé le 20 mars 1807 ;
- Affecté à la Grande Armée (8 juin 1807 - 20 mars 1809) ;
- Commandant des troupes de la Grande Armée en Allemagne, stationnées en Poméranie et à Berlin (20 mars 1807) ;
- Affecté au corps d'observation de la Grande Armée (20 juillet 1807 - 20 mars 1809) ;
- Commandant de la 23e division militaire à Wesel (20 mars 1809 - 9 août 1809) ;
- Affecté à l’armée du Nord, au corps d’observation de la Hollande (9 août 1809 - 1er septembre 1809) ;
- Commandant de la 25e division militaire à Wesel (1er septembre 1809 - 1er mai 1810) ;
- Commandant de la 14e division militaire à Caen (1er mai 1810 - 29 août 1813)[9].

### Blessures
Atteint d’un coup de feu au genou droit à Sainte-Lucie, il est blessé le 9 octobre 1779 à la bataille de Savannah, puis à la bataille du Moulinet et plusieurs fois au cours de la campagne d'Italie (1796-1797) notamment au passage du Pô et de l’Adda.

## Armes
| Figure | |
|        | - Mi-parti coupé au 1 d'azur à la tour d'or maçonnée, ajourée et ouverte de sable, surmontée de trois étoiles d'argent rangées en chef ; au 2 des barons tirés de l'armée (de gueules à l'épée haute d'argent) ; au 3 d'or à un pont de sable de quatre arches soutenu d'une rivière de sinople en champagne.,. La tour représente la forteresse d'Erhenbreitstein, près Coblentz, prise par le général d'Allemagne en 1799, et le pont rappelle celui de Lodi, que le général franchit le premier à la tête de ses grenadiers, décidant de la victoire (1796) . Les trois étoiles symbolisent le grade de général de division qui eut dû valoir à Claude d'Allemagne le titre de comte de l'Empire. |